# Praxis (label)
Pour les articles homonymes, voir Praxis.
 (mai 2013).
Si vous disposez d'ouvrages ou d'articles de référence ou si vous connaissez des sites web de qualité traitant du thème abordé ici, merci de compléter l'article en donnant les références utiles à sa vérifiabilité et en les liant à la section « Notes et références ».
Praxis est un label indépendant de musique électronique spécialisé dans le breakcore.
Praxis est à la fois un label, un organisateur d'évènements musicaux et une boutique de disques de musiques électroniques expérimentales, dirigée par Christoph Fringeli, basée à Berlin (initialement située à Londres, puis à Berlin, puis à Bâle et de nouveau à Berlin).

## Artistes
- Christoph Fringeli
- Disciples of Belial
- Hecate
- Matthieu Bourel
- Kovert
- Metatron
- Slaughter Politics
- Somatic Responses
- Test Tube Kid
- The Jackal

## Albums produits
Références du catalogue classées chronologiquement 
- 1992, Scaremonger, Scaremonger EP (EP)  6 versions
- 1992, Bourbonese Qualk, Knee Jerk Reaction EP (EP)  3 versions
- 1993, Scaremonger, Soon We All Will Have Special Names - 6 versions
- 1993, Bourbonese Qualk, Qual EP (EP)  2 versions
- 1993, Metatron, Speed And Politics EP (EP)  9 versions
- 1993, Bourbonese Qualk, Autonomia (CD, Album)
- 1993, Noface, Burnout EP (EP)  4 versions
- 1993, Disciples Of Belial, Songs Of Praise  2 versions
- 1994, Various, Eurobeat 2000 Club Classics Volume One (2xLP, Album, Comp)
- 1994, Metatron, Seduction EP (EP)  5 versions
- 1994, DJ Jackal, Drumtrax  5 versions
- 1994, Various, Paraphysical Cybertronics - Volume One (CD, Comp)
- 1995, Heist (4), Dystrophic EP (EP)  2 versions
- 1995, DJ Yubba / Deviant, World's Fattest Split (12")
- 1995, Lorenz Attractor, Strange Attractor EP (12", EP)
- 1995, Deadly Buda, Morph Beat Vol.I  2 versions
- 1995, Cyberchrist, Information : Revolution  4 versions
- 1995, Disciples Of Belial, Goat Of Mendes E.P. (12", EP)
- 1996, Somatic Responses, Post-Organic EP (EP)  6 versions
- 1996, Cunning Meets Bambule, Cunning Meets Bambule  2 versions
- 1997, Various, Technohead 4 - Sound Wars - The Next Generation - Part 2 (Comp)  2 versions
- 1997, Test Tube Kid, H  2 versions
- 1997, Various, Dead By Dawn (Comp)  2 versions
- 1997, Society Of Unknowns, Society Of Unknowns  5 versions
- 1997, Base Force One, Welcome To Violence  5 versions
- 1997, Various, Technohead 4 - Sound Wars - The Next Generation - Part 1 (Cass, Comp, C60)
- 1998, Hecate, Hate Cats E.P. (12", EP)
- 1999, Slaughter Politics, Slaughter Politics (EP)  7 versions
- 1999, Potere Occulto, Potere Occulto  5 versions
- 1999, Pure, King Kong Pt. 2 / Katharsis  2 versions
- 1999, Bambule, Vertical Invasion  4 versions
- 1999, Eiterherd, 1984 Vs. 1999 (Vision Vs. Reality) (Album) 5 versions
- 1999, 16-17, Mechanophobia  3 versions
- 1999, Nomex, Trocante Gramofony E.P. (EP)  5 versions
- 2001, The Wirebug, The Uncontrollable H Disease  6 versions
- 2001, Kovert, Shock Effect  3 versions
- 2001, Hecate, The Magick Of Female Ejaculation (Album)  2 versions
- 2002, Low Entropy, Anarcho-Psychotic EP (EP)  7 versions
- 2002, Crisis Theory, Untitled  2 versions
- 2003, Pure, Bodyhammer (2xCD, Comp)
- 2003, Hecate, The Magick Of Female Ejaculation (CD, Album)
- 2003, Nihil Fist, Think & Destroy  7 versions
- 2003, Hecate, Ascension Chamber (Album)  4 versions
- 2004, Hecate, Ascension Chamber (CD, Album)
- 2004, ADCSomatic, Teatrodellopera E.P. (EP)  3 versions
- 2005, Base Force One, Dynamite & Fire  3 versions
- 2005, Nihil Fist, Resistance Is Fertile  5 versions
- 2007, La Peste, Safety First  5 versions
- 2008, Anonymous, Anonymous Series Volume One  4 versions
- 2011, Anonymous, Anonymous Series Volume Two  4 versions
- 2011, Crisis Theory, Working Vengeance (10", W/Lbl)
- 2011, Cortex (14), Vacuum Theory  4 versions
- 2012, Bulkrate, In The Temple Of The Serpent  4 versions
- 2012, Electric Kettle, News From Berlin  5 versions
- 2013, Bourbonese Qualk, Autonomia (Album)  4 versions
- 2013, Various, 20 Years Of Praxis  7 versions
- 2013, Noize Creator, The Future Is Cancelled  8 versions
- 2013, Noirodyn, Infradesigns  4 versions
- 2014, Prole Sector N1, Prole Sector N1  2 versions
- 2014, Amboss, Vision  5 versions
- 2015, Noirodyn, Construct Deconstruct (CD, Album)
- 2016, Alex Buess & Daniel Buess, Skin Craft: RIND & NOL (LP)
- 2016, Noirodyn, Eyes of Ages (9xFile, AIFF, Album)
- 2018, Scud* & Nomex, Maschinenbau EP (EP)  5 versions
- 2018, Bulkrate, Wake (File, WAV, MiniAlbum)
- 2018, Noirodyn, Psyborg (8xFile, WAV, Album)
- 2018, Low Entropy, Malfunction (7xFile, WAV, Album)